# Blinkenlights
Blinkenlights – hakerski neologizm dla diagnostycznych światełek na starych komputerach mainframe i nowoczesnym sprzęcie sieciowym. Jargon File podaje następującą etymologię:
Termin ten pochodzi z ostatniego słowa znanego plakatu w pomieszanym języku niemieckim, który ongiś zdobił około połowy sal komputerowych w angielskojęzycznym świecie. Jedna z jego wersji wyglądała jak następuje:
ACHTUNG!
ALLES TURISTEN UND NONTEKNISCHEN LOOKENPEEPERS!
DAS KOMPUTERMASCHINE IST NICHT FÜR DER GEFINGERPOKEN UND MITTENGRABEN! ODERWISE IST EASY TO SCHNAPPEN DER SPRINGENWERK, BLOWENFUSEN UND POPPENCORKEN MIT SPITZENSPARKSEN.
DER MASCHINE IST DIGGEN BEI EXPERTEN ONLY!
IST NICHT FÜR GEWERKEN BEI DUMMKOPFEN. DER RUBBERNECKEN SIGHTSEEREN KEEPEN DAS COTTONPICKEN HÄNDER IN DAS POCKETS MUSS.
ZO RELAXEN UND WATSCHEN DER BLINKENLICHTEN.
Ta głupota datuje się na rok 1955 w firmie IBM i stała się znana na świecie we wczesnych latach 60., kiedy została zauważona w londyńskim Uniwersytecie, w pracowni ATLAS. W obiegu jest wiele wariantów tego plakatu, z których niektóre rzeczywiście kończą się słowem „blinkenlights”.
Przytoczony tekst nie jest ani poprawnym niemieckim ani angielskim, chociaż osoba niemieckojęzyczna może łatwiej doszukać się sensu w pomieszanych słowach. Dowcip tego plakatu polega przede wszystkim na jego niepoprawności językowej. Podobny pseudoangielski tekst znajduje się często w niemieckich salach komputerowych, patrz Germish.
Plakat był również odnotowany przy mikroskopie elektronowym w Laboratorium Cavendish w latach 50. Tego typu pseudoniemieckie parodie były częste w alianckich maszynowniach podczas i po II wojnie światowej.
Słowo blinkenlights stało się nazwą wielu projektów, włączając wygaszacze ekranów, gadżety i inne. Do bardziej znanych organizacji należą Projekt Blinkenlights i Instytut Archeologiczny Blinkenlights.
Lampki pokazujące obciążenie procesorów komputera BeBox również były nazywane blinkenlights.